# Abaújszolnok
Abaújszolnok ist eine ungarische Gemeinde im Kreis Szikszó im Komitat Borsod-Abaúj-Zemplén. Ungefähr zwei Drittel der Bewohner zählen zur Volksgruppe der Roma.

## Geographische Lage
Abaújszolnok liegt in Nordungarn, 33 Kilometer nordöstlich des Komitatssitzes Miskolc und 19 Kilometer nordöstlich der Kreisstadt Szikszó. Nachbargemeinden sind Nyésta, Selyeb, Abaújlak und Baktakék. Die nächste Stadt Encs befindet sich 12 Kilometer südöstlich.

## Geschichte
Im Jahr 1907 gab es in der damaligen Kleingemeinde 70 Häuser und 337 Einwohner auf einer Fläche von 1517 Katastraljochen. Sie gehörte zu dieser Zeit zum Bezirk Szikszó im Komitat Abaúj-Torna.

## Sehenswürdigkeiten

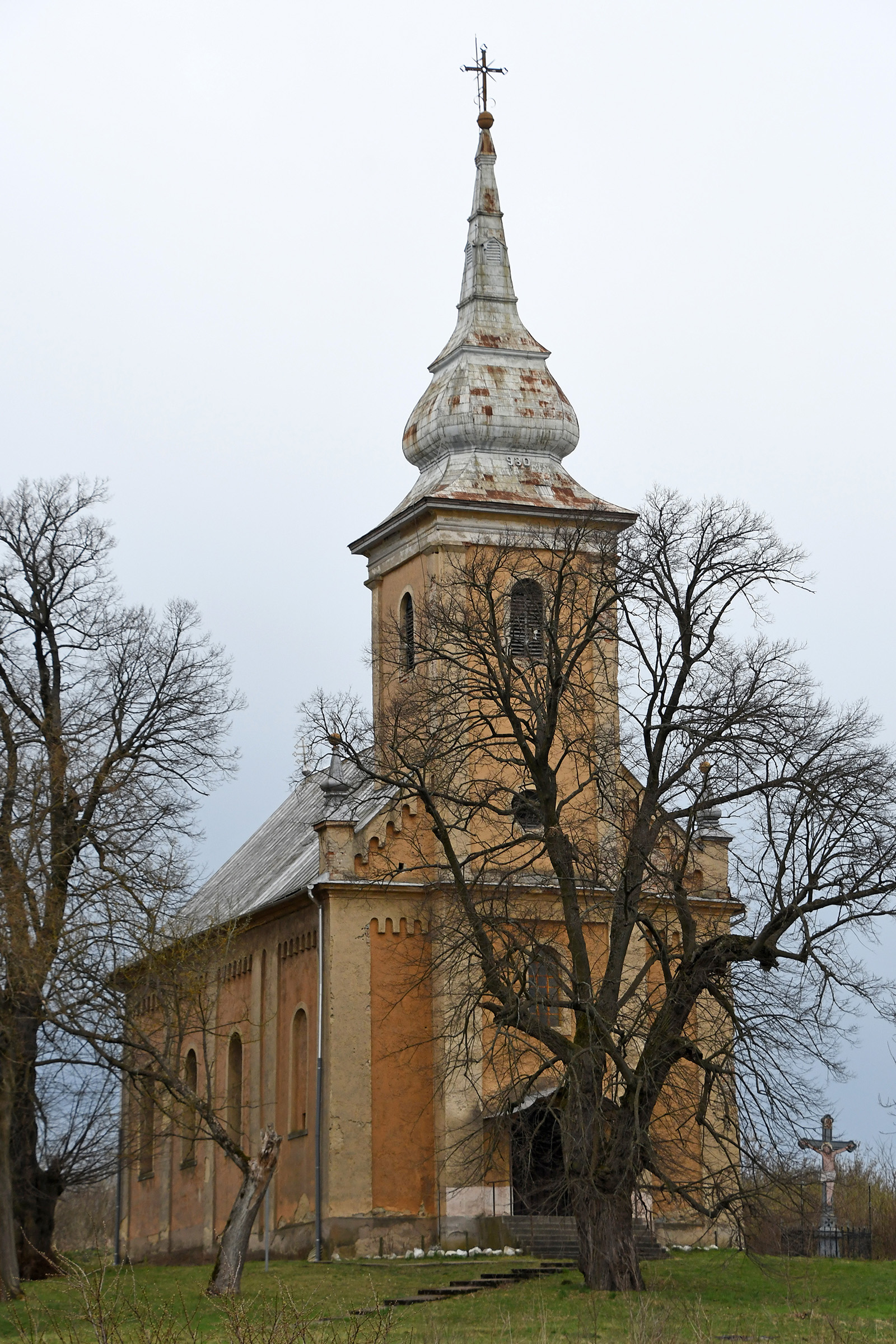
Griechisch-katholische Kirche Keresztelő János Fejvétele
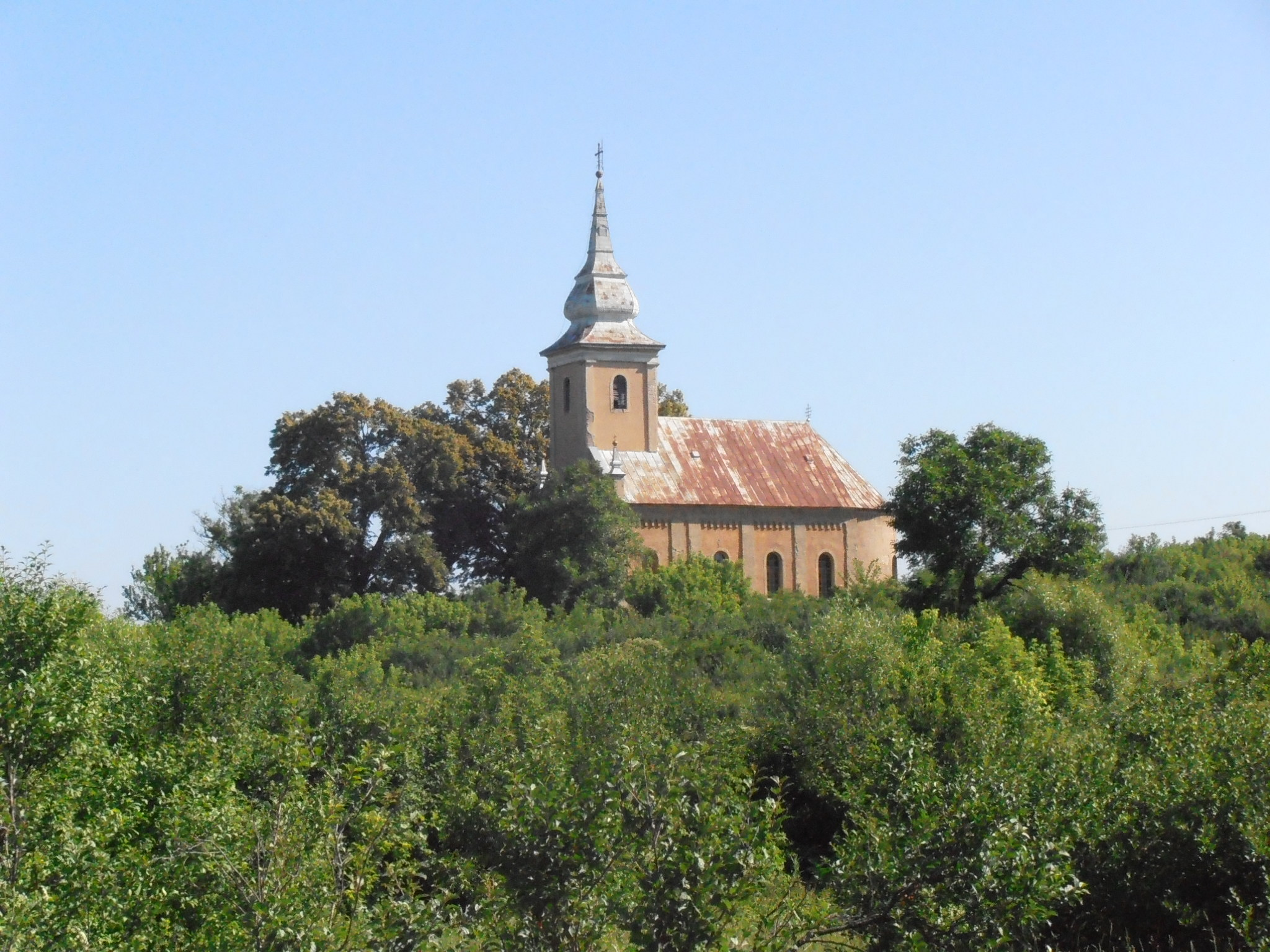
Blick auf die griechisch-katholische Kirche

- Griechisch-katholische Kirche Keresztelő János Fejvétele
- Blick auf die griechisch-katholische Kirche

## Verkehr
Durch Abaújszolnok verläuft die Landstraße Nr. 2622. Es bestehen Busverbindungen über Szikszó nach Miskolc. Der nächstgelegene Bahnhof befindet sich in Szikszó.